# Neukirchen am Walde
Neukirchen am Walde – gmina targowa w Austrii, w kraju związkowym Górna Austria, w powiecie Grieskirchen. Liczy 1 625 mieszkańców.